# Privatkopie
Privatkopie (juristisch Vervielfältigungen nach § 53 Abs. 1 – 3 des Deutschen UrhG, § 42 Abs. 4 des Österreichischen UrhG bzw. Artikel 19 des Schweizer URG) bezeichnet die legale Kopie eines urheberrechtlich geschützten Werks für die private, also nicht gewerbliche und nicht öffentliche Nutzung. Privatkopien sind nicht zu verwechseln mit der illegalen Schwarzkopie.
Mit dem Aufkommen von Aufzeichnungsgeräten wie Video- oder Kassettenrekordern konnten auch Privatpersonen Werke vervielfältigen. Durch die Digitalisierung, die theoretisch unbegrenzt viele Kopien in gleichbleibender Originalqualität ermöglicht, und das Internet ist die Privatkopie mittlerweile alltäglich geworden.
Da eine Kontrolle der Haushalte nicht durchsetzbar war, wurde vom Gesetzgeber die Möglichkeit für legale Privatkopien eingeräumt. Zum finanziellen Ausgleich für die Urheber und Verwerter wurden Pauschalabgaben eingeführt. Diese Geräte- und Leermedienabgabe beträgt derzeit in Deutschland rund 3 Cent für einen DVD-R-Rohling, 2,50 Euro für einen externen DVD-Brenner, 13,19 Euro für einen PC, 6,25 Euro für Mobiltelefone mit eigener Vervielfältigungsfunktion und 34 bzw. 39 Euro für ein TV-Gerät bzw. einen DVD-Rekorder mit Festplatte. Für professionelle Hochleistungskopiergeräte müssen bis zu 87,50 Euro an die Verwertungsgesellschaften abgeführt werden.
Weltweit ist die Privatkopie uneinheitlich geregelt: In Deutschland, Österreich und der Schweiz ist sie unter gewissen Einschränkungen gesetzlich erlaubt. Innerhalb der Europäischen Union sieht die Richtlinie 2001/29/EG die Möglichkeit der Privatkopie vor, verpflichtet die Mitgliedstaaten jedoch nicht dazu, diese zu erlauben. Falls sich ein Land dafür entscheidet, fordert die Richtlinie einen „gerechten Ausgleich“ für die Rechteinhaber und den rechtlichen Schutz von Kopierschutzmaßnahmen.
Vorsicht ist generell beim Herunterladen von urheberrechtlich geschützten Dateien auf den heimischen Rechner geboten. Insbesondere wenn dazu ein Peer-to-Peer-Programm verwendet wird, kann sich der Benutzer der illegalen Verbreitung schuldig machen, da er, wenn er das gleichzeitige Hochladen nicht deaktiviert, die Dateien seinerseits allen anderen Benutzern zum Download zur Verfügung stellt.

## Rechtsgrundlage

### Deutschland
Die Privatkopie ist im deutschen Recht in § 53 Absatz 1 Satz 1 UrhG geregelt. Gemäß § 15 UrhG steht allein dem Urheber das Recht zu, sein Werk zu verwerten. Dazu zählt auch die Vervielfältigung. Eine der vielen Einschränkungen des § 15 UrhG ist die „Privatkopie“ aus § 53 UrhG.
Die Privatkopie ist eine so genannte Schrankenbestimmung des Urheberrechts, welche das grundsätzlich ausschließliche Vervielfältigungsrecht des Urhebers (§§ 15 Abs. 1 Nr. 1, 16 UrhG) einschränkt. Ein Urteil des Bundesgerichtshofs wird dahingehend ausgelegt, dass bis zu sieben Kopien für den engen privaten Kreis erlaubt sind. Dieses Urteil ist allerdings von 1978 und bezieht sich nicht auf digitale Kopien.
Am 21. September 2007 verabschiedete der Bundesrat das Zweite Gesetz zur Regelung des Urheberrechts in der Informationsgesellschaft (sog. „Zweiter Korb“). Das Gesetz trat am 1. Januar 2008 in Kraft. § 53 Abs. 1 S. 1 UrhG wurde geändert, so dass Privatkopien nicht zulässig sind, sofern zur Vervielfältigung „eine offensichtlich rechtswidrig hergestellte oder öffentlich zugänglich gemachte Vorlage“ verwendet wird.

### Österreich
Die Privatkopie ist im österreichischen Recht im § 42 Abs. 4 UrhG geregelt:
(4) Jede natürliche Person darf von einem Werk einzelne Vervielfältigungsstücke auf anderen als den in Abs. 1 genannten Trägern [Papier oder einem ähnlichen Träger, die jedermann zum eigenen Gebrauch freistehen] zum privaten Gebrauch und weder für unmittelbare noch mittelbare kommerzielle Zwecke herstellen.
Die Vervielfältigungsstücke dürfen laut § 42 Abs. 5 UrhG nicht dazu verwendet werden, das Werk der Öffentlichkeit zugänglich zu machen.
Mit der UrhG-Novelle vom August 2015 wurde der § 42 Abs. 5 dahingehend erweitert, dass nun auch in Österreich Privatkopien nicht mehr zulässig sind, wenn zur Vervielfältigung „eine offensichtlich rechtswidrig hergestellte oder öffentlich zugänglich gemachte Vorlage“ verwendet wird.
(5) Eine Vervielfältigung zum eigenen oder privaten Gebrauch liegt vorbehaltlich der Abs. 6 und 7 nicht vor, wenn sie zu dem Zweck vorgenommen wird, das Werk mit Hilfe des Vervielfältigungsstückes der Öffentlichkeit zugänglich zu machen, oder wenn hiefür eine offensichtlich rechtswidrig hergestellte oder öffentlich zugänglich gemachte Vorlage verwendet wird. Zum eigenen oder privaten Gebrauch hergestellte Vervielfältigungsstücke dürfen nicht dazu verwendet werden, das Werk damit der Öffentlichkeit zugänglich zu machen.

### Schweiz
Art. 19 des Schweizer Urheberrechtsgesetzes gestattet die Verwendung veröffentlichter Werke zum Eigengebrauch:
(1) Veröffentlichte Werke dürfen zum Eigengebrauch verwendet werden. Als Eigengebrauch gilt:
a. jede Werkverwendung im persönlichen Bereich und im Kreis von Personen, die unter sich eng verbunden sind, wie Verwandte oder Freunde;
b. jede Werkverwendung der Lehrperson für den Unterricht in der Klasse;
c. das Vervielfältigen von Werkexemplaren in Betrieben, öffentlichen Verwaltungen, Instituten, Kommissionen und ähnlichen Einrichtungen für die interne Information oder Dokumentation.
(2) Wer zum Eigengebrauch berechtigt ist, darf unter Vorbehalt von Absatz 3 die dazu erforderlichen Vervielfältigungen auch durch Dritte herstellen lassen; als Dritte im Sinne dieses Absatzes gelten auch Bibliotheken, andere öffentliche Institutionen und Geschäftsbetriebe, die ihren Benützern und Benützerinnen Kopiergeräte zur Verfügung stellen.
Im folgenden Absatz 3 wird die Vervielfältigung von Werkexemplaren nur ausserhalb des privaten Kreises nach Absatz 1 Buchstabe a untersagt. Der Artikel findet keine Anwendung auf Computerprogramme.

## Einschränkungen der Privatkopie
Die Urheberrechtsgesetze in Deutschland und Österreich enthalten eine generelle Erlaubnis für Vervielfältigungen für private Zwecke, jedoch sind auch einige Einschränkungen vorhanden. Oft sind einzelne Werkarten von der Privatkopie ausgenommen, oder die Privatkopie ist nur unter bestimmten Umständen erlaubt.

### Private Verwendung
Die Vervielfältigung darf nur zum privaten Gebrauch hergestellt werden; damit ist eine Verwendung für kommerzielle Zwecke ausgeschlossen. Die Weitergabe an Dritte ist in der Regel nicht zulässig; ausgenommen ist die Weitergabe an enge Bekannte. Scanner von Universitäts-Bibliotheken verweisen darauf, dass die Kopien nicht an Dritte weitergegeben werden dürfen.
Eine berufliche Nutzung der so hergestellten Kopie ist unzulässig. Hierfür stellt das Urheberrechtsgesetz jedoch weitere Schranken zur Verfügung, die Kopien für den eigenen Gebrauch unter bestimmten Voraussetzungen freistellen.
Eine Privatkopie darf sowohl mit analogen als auch mit digitalen Mitteln angefertigt werden. Ob nach österreichischem Recht eine Privatkopie auch unentgeltlich durch Dritte hergestellt werden darf, ist umstritten.

### Nicht offensichtlich rechtswidrig hergestellte Vorlage
In Deutschland und Österreich darf die Vorlage darüber hinaus nicht offensichtlich rechtswidrig hergestellt worden sein. Diese Voraussetzung wird häufig kritisiert, weil die Grenzen nicht absehbar sind: Zum einen steht nicht fest, wann überhaupt von einer Offensichtlichkeit auszugehen ist, zum anderen, von welchem Standpunkt aus dies betrachtet werden soll. Darüber hinaus lässt sich z. B. im Internet nicht feststellen, ob die zum Herunterladen angebotene Datei rechtmäßig hergestellt wurde.
Mit der Reform des Urheberrechts, die am 1. Januar 2008 in Kraft trat (sog. „2. Korb“) wurde zudem das Merkmal „öffentlich zugänglich gemacht“ zu der offensichtlichen Rechtswidrigkeit hinzugefügt. Ziel des Gesetzgebers ist es, Online-Tauschbörsen besser zu erfassen.

### Anzahl der Kopien
Umstritten ist unter Juristen, wie viele Kopien im Rahmen der Privatkopieschranke hergestellt werden dürfen. Nach einer Entscheidung des Bundesgerichtshofs aus dem Jahr 1978 wird häufig die Ansicht vertreten, dass bis zu sieben Kopien zulässig seien. Allerdings entschied das Gericht nur, dass nicht mehr als sieben Kopien zulässig seien. Zu der konkreten Entscheidung hat auch der Antrag im damaligen Verfahren beigetragen, der bereits diese Formulierung enthielt.
Diese Zahl wird jedoch teilweise kritisiert. Viele Autoren legen sich nicht auf eine ausdrückliche Zahl fest, sondern bevorzugen eine Orientierung am Einzelfall. Gerade im digitalen Umfeld wird die Anzahl der zulässigen Vervielfältigungen häufig unterhalb von sieben angesetzt.
In der Regel handelte es sich bei diesen Fällen um Kopien für Schulungszwecke für Teilnehmer von Lehrveranstaltungen.

### Technische Schutzmaßnahmen
Zu berücksichtigen ist auch, dass der Gesetzgeber in den §§ 95a ff. UrhG (DE) bzw. § 90c (AT) die technischen Schutzmaßnahmen geregelt hat. Danach ist es unzulässig, einen wirksamen Kopierschutz zu umgehen.
Zwar sieht in Deutschland § 95b UrhG Ausnahmen zu Gunsten verschiedener Schrankenregelungen vor, wovon aber § 53 UrhG nur insoweit erfasst wird, als reprografische Vervielfältigungen hergestellt werden. Damit dürfen wirksam kopiergeschützte Medien nicht kopiert werden. Diese Bestimmungen werden häufig kritisiert.
Für Computerprogramme gelten diese Bestimmungen nicht. Auch liegt keine Straftat vor, wenn die Tat zum eigenen privaten Gebrauch erfolgt.

### Musiknoten
In Deutschland und Österreich gilt, dass Musiknoten ohne Einwilligung des Rechteinhabers nur dann vervielfältigt werden dürfen, wenn dies durch Abschreiben erfolgt. Von diesen Abschriften dürfen ebenfalls keine Kopien ohne Einwilligung hergestellt werden. Hintergrund dieser Regelung ist, dass das Herstellen von Notenblättern in der Regel mit erheblichem Aufwand und damit Kosten verbunden ist. Ein übermäßiges Kopieren würde diese Investition wirtschaftlich unsinnig machen, so dass der Gesetzgeber sich zu dieser Einschränkung entschlossen hat. Diese Einschränkung greift jedoch nicht ein, wenn es sich um ein seit zwei Jahren vergriffenes Werk handelt.
Das gilt natürlich nicht für Noten freier bzw. gemeinfreier Musik. Gemeinfreie Werke unterliegen keinem urheberrechtlichen Schutz, allerdings unterliegen auch Arrangements dem Urheberrecht.
In Österreich dürfen Noten für den Schulgebrauch kopiert werden.
Siehe auch: Kopieren von Noten in Kindergärten und Free Sheet Music

### Im Wesentlichen vollständige Kopien von Büchern etc.
Ähnliche Gründe gibt es für die Einschränkung in § 53 Abs. 4 Nr. 2 UrhG (DE) bzw. § 42 (8) (AT). Danach dürfen im Wesentlichen vollständige Kopien von Büchern und Zeitungen für sonstige Zwecke ebenfalls nur durch Abschreiben hergestellt werden. Dahinter steht die Erwägung, dass der käufliche Erwerb eines Werks umso eher zugemutet werden kann, je mehr vom Inhalt genutzt werden soll. Diese Einschränkung gilt auch für den eigenen wissenschaftlichen Gebrauch, der keinen gewerblichen Zwecken dient, weil Absatz (4) des §53 UrhG parallel zu Absatz (2) gilt und Absatz (2) Absatz (4) nicht aufhebt. Scanner von Universitätsbibliotheken verweisen häufig darauf, dass von Büchern nur kleine Teile kopiert werden dürfen.
Diese Einschränkung greift jedoch nicht, wenn es sich um ein (DE: seit zwei Jahren) vergriffenes Werk handelt.

### Verbreitung und öffentliche Zugänglichmachung
Das Angebot von zulässig hergestellten Kopien zum Herunterladen, z. B. im Rahmen von Online-Tauschbörsen oder auch von Webseiten sowie der Vertrieb derartiger Vervielfältigungsstücke ist verboten. Dadurch soll der Charakter der Schrankenregelung erhalten bleiben und dem Rechteinhaber die weitere Werkverwertung ermöglicht werden.

### Aufnahme öffentlicher Vorführungen etc.
Nach deutschem Urheberrecht ist es gemäß § 53 Abs. 7 UrhG auch für private Zwecke untersagt, öffentliche Vorträge, Aufführungen oder Vorführungen eines Werkes ohne die Einwilligung des Rechtsinhabers aufzunehmen. Damit ist z. B. das Abfilmen urheberrechtlich geschützter Werke in einer Kinovorführung verboten.

### Software
Bedeutsam ist, dass die Schrankenregelungen des Urheberrechtsgesetzes und damit auch die Privatkopieschranke nicht für Software gelten. Für diesen Bereich enthalten vielmehr die §§ 69a ff. UrhG (DE) bzw. § 40d (AT) Sonderregeln, die keine vergleichbare Bestimmung enthalten.

## Vergütungspflicht
Zur Sicherstellung der finanziellen Beteiligung der Urheber, ausübenden Künstler (§§ 73 ff. UrhG) und Tonträgerhersteller (§§ 85 ff. UrhG) an der Werkverwertung wurde zuerst 1965 in Deutschland und danach auch in vielen anderen Ländern eine Pauschalabgabe auf Kopiergeräte (Vervielfältigungsgeräte; vor allem CD-/DVD-Brenner, Fotokopierer) und Datenträger (sog. Leer-/Speichermedien; vor allem Leerkassetten, CD-Rs, DVD-Rs, MDs) eingeführt.

### Deutschland
Die Pauschalabgaben werden von der Zentralstelle für private Überspielungsrechte (ZPÜ) bei den Herstellern/Importeuren erhoben. Die ZPÜ ist eine eigenständige Gesellschaft, die jedoch in der Praxis eine Abteilung der GEMA darstellt. Die ZPÜ leitet die eingenommenen Gelder an die Verwertungsgesellschaften weiter, die die Einnahmen nach Abzug ihrer Verwaltungskosten anhand eines komplizierten Schlüssels an die Berechtigten auszahlen.
Die Höhe der Pauschalabgaben war bis 2007 vom Gesetzgeber festgeschrieben (Anhang zu § 54 UrhG in der vor dem 1. Januar 2008 geltenden Fassung). Die Wirksamkeit dieser Festschreibung erstreckte sich bis 2008.
Ab 2009 gab es eine Vereinbarung zwischen den Verwertungsgesellschaften und den Speichermedien-Herstellern. Diese Vereinbarung wurde seitens ZPÜ zum 31. Dezember 2011 aufgekündigt. Am 16. Mai 2012 legte die ZPÜ per Veröffentlichung im Bundesanzeiger einseitig neue und umstrittene Gebührensätze fest, die abhängig von Größe des Speichermediums eine Erhöhung der Gebühren um bis zu 1850 % (für Bitkom-Mitglieder) bedeutete.

### Österreich
In Österreich sind seit 1980 Importeure, Hersteller und Händler zur Zahlung der „Leerkassettenvergütung“ verpflichtet. Die Höhe der Abgabe ist vertraglich zwischen den österreichischen Verwertungsgesellschaften und den zuständigen Bundesgremien der Wirtschaftskammer Österreich geregelt. Eingehoben wird die Abgabe von der Austro Mechana GmbH; Rechtsgrundlagen sind § 42b UrhG und das Verwertungsgesellschaftengesetz. Falls die Datenträger nicht für Privatkopien verwendet werden, kann die Leerdatenträgerabgabe in vielen Fällen rückerstattet werden.

## Beispiele
Ein Beispiel für die zulässige Herstellung einer Privatkopie ist das Kopieren von Musik auf einen MP3-Player oder die Anfertigung einer Kopie einer CD für das Autoradio. Dies gilt jedoch nur, soweit dabei keine wirksamen Kopierschutzmaßnahmen umgangen werden, wobei deren Umgehung im rein privaten Bereich keine Straftat darstellt (s. o.).
Weitere Beispiele sind das Kopieren von Zeitungsartikeln für ein privates Archiv, Fernsehaufnahmen mit dem Videorecorder, das Aufnehmen von Radiosendungen mit dem Kassettenrecorder oder auch der Mitschnitt von Sendungen im Internetradio, sofern dabei kein Kopierschutz umgangen wird.

## Qualität der Kopien
Privatkopien konnten vor dem Aufkommen der Digitaltechnik nur verlustbehaftet hergestellt werden. Analoge Kopien – etwa von analogen Tondaten auf Musikkassetten – sind qualitativ schlechter als das Original; kopiert man die Kopie, wird die Qualität mit jeder Generation zwangsläufig immer noch schlechter. Auch wird das Trägermaterial – etwa das Magnetband – durch jeden Abspielvorgang mechanisch belastet und die Qualität dadurch bei jedem Kopiervorgang weiter beeinträchtigt, was die Zahl der möglichen Kopien aus der gleichen Vorlage begrenzt. Darüber hinaus altern die Aufzeichnungen und verlieren auch ohne Nutzung mit der Zeit an Qualität, weshalb alte Analogaufnahmen ihre Tauglichkeit als Vorlage für weitere Kopien immer stärker einbüßen. Der Verbreitungsumfang analoger Privatkopien war somit durch die technischen Bedingungen relativ stark beschränkt.
Digitale Kopien hingegen sind in der Regel bitgleich mit dem Original, der Abspielvorgang belastet das Trägermedium nicht und jedes Kopieren auf einen neuen Träger setzt die ohnehin schon geringe Alterung zurück. Die Digitaltechnik erlaubt daher sowohl eine unbegrenzte Zahl von Kopien von der gleichen Vorlage wie auch eine unbegrenzt lange Vervielfältigungskette bei gleichbleibender, originalgleicher Qualität. Auch ist es denkbar, bei Vorliegen mehrerer, leicht beschädigter Kopien aus unterschiedlichen Verbreitungspfaden noch in Jahrzehnten durch Zusammenführung ein vollständiges Werkexemplar zu rekonstruieren.
In Deutschland wurde § 53 an diese Entwicklung angepasst; Privatkopien sind ausdrücklich „auf beliebigen Trägern“ erlaubt, also auch in digitaler Form.

## Wasserzeichen
Durch die Einbringung von personalisierten Wasserzeichen in digitale Medien kann der rechtmäßige Eigentümer einer Kopie ermittelt werden. Dadurch kann dem Nutzer das Konvertieren der Mediendatei in andere Dateiformate erlaubt werden. Die Qualität der Anwendung ist dabei nicht, wie teilweise bei DRM-geschützten Werken, beeinträchtigt. Robuste Wasserzeichen werden durch MP3-Konvertierung nicht zerstört. Es gibt auch Wasserzeichen, die speziell für MP3-Dateien entwickelt worden sind. Auch bei der Rückführung in den unkomprimierten Zustand und bei Aufzeichnung der Analogsignale der Soundkarte bleiben die Wasserzeichen erhalten.

## Öffentliche Wahrnehmung
Im Zuge der Verbreitung von Internet-Tauschbörsen wurde der Thematik der Privatkopie verstärkte mediale Aufmerksamkeit gewidmet. Verwertungsgesellschaften weisen in Werbekampagnen darauf hin, dass es sich bei vielen aus dem Internet bezogenen Medien um illegale Kopien und nicht um legale Privatkopien handelt.